# Fatima El Faquir
Fatima El Faquir est une athlète marocaine née en 1954 à Rabat.

## Carrière sportive
Sélectionnée aux Jeux olympiques d'été de 1972 à Munich, elle remporte son premier championnat africain au 400 m haies à Dakar en 1979. Elle est nommée présidente de la région Afrique du Nord de la confédération africaine d'athlétisme en septembre 2005.